# Сагитов, Расуль Хасанович
Сагитов Расуль Хасанович (род. 14 марта 1964 года) — башкирский радиожурналист, писатель и переводчик. Член Союза писателей и Союза журналистов России и Башкортостана. Заслуженный работник культуры Российской Федерации (2016), заслуженный работник печати и массовой информации Республики Башкортостан (2004), лауреат премии Правительства Республики Башкортостан имени Шагита Худайбердина (2005). Награжден Почетной грамотой Республики Башкортостан (2021), Почетной грамотой Государственного Собрания-Курултая Республики Башкортостан (2019), Почетным знаком Государственного Собрания-Курултая Республики Башкортостан "За особый вклад в укрепление законности" (2024), Почетным знаком Союза журналистов России "Честь. Достоинство. Профессионализм" (2024).

## Биография
Сагитов Расуль Хасанович родился 14 марта 1964 года в деревне Набиево Бурзянского района Башкирской АССР (ныне Республика Башкортостан).
В 1981 году, после окончания средней школы в Старомунасипово, несколько месяцев работает в колхозе «Кызыл тан», в ноябре по комсомольской путевке направляется корреспондентом в редакцию районной газеты «Таң».
Отслужив в Военно-воздушных силах в г. Чита (1982—1984), поступает на учебу в Башкирский государственный университет, на филологический факультет (1990).
В 1990—1991 годах — сотрудник газеты «Урал» Белорецкого района, учитель школы № 1 г. Белорецка.
В 1991 году переходит на работу в Государственную телерадиовещательную компанию «Башкортостан»: был корреспондентом газеты «Эфир Башкортостана», старшим редактором студии радиовещания, руководителем творческого объединения общественно-политических программ на телевидении, главным редактором газеты «Эфир Башкортостана», комментатором на радио, руководителем отдела общественно-политических программ радио "Юлдаш" ГУП Телерадиовещательная компания "Башкортостан" РБ (с 17 февраля 2023 г. АО Телерадиовещательная компания "Башкортостан").
С 3 февраля 2025 г. по настоящее время — главный специалист радио «Ашкадар» АО Телерадиовещательная компания «Башкортостан»]]. 
Окончил юридический факультет Башкирской академии государственной службы и управления при Президенте Республики Башкортостан (1998), Московский институт усовершенствования квалификации работников радио и телевидения (2001).

## Общественная деятельность
- Член Общественной палаты Республики Башкортостан.
- Член правления Союза писателей Башкортостана .
- Член Союза журналистов России и Башкортостана.
- Член редколлегии журнала «Шоңкар».

## Труды в радиожурналистике
Радиопередачи "Даира"(«Даирә»), «Открытая студия» («Асыҡ студия»), "Дыхание эпохи" («Заман һулышы»), многосерийные документальные радиофильмы "Прошедшее время" («Үткән заман»),"Одна тысяча девятьсот пятьдесят шесть" («Мең туғыҙ йөҙ илле алты»), "Одна тысяча девятьсот семьдесят пять" («Мең туғыҙ йөҙ етмеш биш»), многосерийный документальный телевизионный фильм "Исторический ряд" («Тарих теҙмәһе»), минирадиоспектакли, перевод ряда советских и зарубежных художественных кинофильмов на башкирский язык.

### «Открытая студия»
| |  |  |  |  |  |
| 30 октябрь 2017. В гостях у «Асыҡ студия» волонтеры Башкирской Википедии Рустам Нурыев и Зайтуна Әйле. Мастер-класс от Расуля Сагитова по чаепитию по-башкирски и по радиожурналистике |  |  |  |  |  |

## Литературное творчество
Изданные в одиннадцати сборниках рассказы и новеллы пришлись по душе читателям. Творчество на русском языке представлено в республиканских журналах «Бельские просторы», «Ватандаш», «ЛИФФТ», а также в Москве в журналах «Журналист», «Журналистика и медиарынок», в газете «Литературная газета».

## Книги
- Синий туман (Күк томан) : рассказы и новеллы. Коллективный сборник. — Уфа : Китап, 1998. — 288 с. На башкирском языке.
- Правильное слово (Дөрөҫ һүҙ) : рассказы для детей дошкольного возраста. — Уфа : Китап, 2009. — 24 с. На башкирском языке.
- Краса света (Донъя йәме) : рассказы. — Уфа : Деловая династия, 2010. — 244 с. На башкирском языке.
- Солнце после дождя (Ямғырҙан һуңғы ҡояш) : рассказы. — Уфа : Гилем, 2011. — 128 с. На башкирском языке.
- Желаю вам добра! (Имен-аман тороғоҙ!) / Литературно-документальное произведение. — Уфа : Китап, 2013. — 400 с. На башкирском языке.
- Словом красен человек : статьи, выступления, рассказы. — Уфа : Китап, 2017. — 216 с. На русском языке.
- Ценнее золота вопрос (Алтындан алдын мәсьәлә) : статьи, выступления, интервью, рассказы. — Уфа : Башкирская энциклопедия, 2017. — 256 с. На башк. яз.
- Такого я мнения : статьи, интервью, рассказы. — Уфа : Башкирская энциклопедия, 2019. — 176 с. На русском языке.
- Словом я обращаюсь своим (Һүҙем менән сығам илемә) : статьи, выступления, рассказы. — Уфа : Прокопий, 2019. — 236 с. На башкирском языке.
- Вот что главное сегодня (Бына шул бөгөн мөһим) : выступления, статьи, интервью, короткие рассказы. — Уфа : Прокопий, 2019. — 166 с. На башкирском языке.
- Кудрявый дымок за мотоциклом (Уй туйы. / Wedding in dream) : рассказ. — Уфа : Прокопий, 2020. — 132 с. На башкирском, русском, английском языках.
- Улыбка сквозь годы : рассказы, жизненные истории, статьи. — Уфа : Прокопий, 2020. — 160 с. На русском языке.
- И засияет слово твое (Уйлағандың һүҙе уйнаған) : рассказы, статьи, интервью, выступления. — Уфа : Прокопий, 2021. — 166 с. На башкирском языке.
- Ласковые воды (Көләч сулар) : рассказы. — Казань : Татарское книжное издательство, 2021. — 304 с. На татарском языке.

## В сборниках
- Башкирская журналистика на рубеже веков : материалы региональной научно - практической конференции (Уфа, 9 октября 2019 г.). — Уфа, 2019. — 152 с.
- Современная литература народов России : Художественная публицистика / Антология. — Москва: Организационный комитет по поддержке литературы, книгоиздания и чтения в РФ; Объединенное гуманитарное изд-во, 2021. — 680 с. На русск. яз.

## Почетные звания и другие награды
- Заслуженный работник культуры Российской Федерации (2016)[2]
- Заслуженный работник печати и массовой информации Республики Башкортостан (2004)[3]
- Почетная грамота Республики Башкортостан (2021).
- Премия Правительства Республики Башкортостан имени Шагита Худайбердина (2005).
- Почетный знак Государственного Собрания - Курултая Республики Башкортостан "За особый вклад в укрепление законности" (2024).
- Почетная грамота Государственного Собрания — Курултая Республики Башкортостан (2019).
- Медаль «За заслуги в проведении Всероссийской переписи населения 2010 года» (2012).
- Юбилейная медаль «100 лет образования Республики Башкортостан» (2019).
- Медаль Всемирного курултая башкир «Неси людям солнца свет!» («Ал да нур сәс халҡыңа!») (2019).
- Почетный знак Союза журналистов России "Честь. Достоинство. Профессионализм" (2024).
- Знак «За активное участие в проведении Всероссийской сельскохозяйственной переписи 2006 года» (2008).
- Почетная грамота Российского профсоюза работников культуры (2019).
- Почетная грамота Союза журналистов Российской Федерации (2014).
- Почетная грамота Союза журналистов Республики Башкортостан (2014, 2019).
- Почетная грамота Академии Наук Республики Башкортостан (2024).
- Почетная грамота Общественной палаты Республики Башкортостан (2021).
- Почетная грамота Главного управления МЧС России по Республике Башкортостан (2005).
- Диплом Правительства Республики Башкортостан в номинации «Лучший по профессии» (2017).
- Благодарственное письмо Общественной палаты Российской Федерации (2018).
- Благодарность Общественной палаты Российской Федерации (2019).
- Благодарственное письмо Агентства по печати и средствам массовой информации Республики Башкортостан (2024).
- Почетная грамота Исполкома МСОО "Всемирный Курултай (конгресс) башкир" (2014).
- Диплом победителя Всероссийского конкурса «Информационное пространство: власть — общество — СМИ», проведенного Советом Федерации Федерального Собрания Российской Федерации (2012).
- Диплом победителя конкурса, проведенного Центральной избирательной комиссией Республики Башкортостан по освещению выборов (2012).
- Республиканский конкурс на лучшее освещение в средствах массовой информации Всероссийской сельскохозяйственной переписи 2016 года, третье место (2016).
- Первое место в конкурсе на лучший материал по парламентской тематике, посвященном 25-летию Государственного Собрания-Курултая Республики Башкортостан (2020).
- Благодарственное письмо депутата Государственной Думы Федерального Собрания Российской Федерации (2020).
- Почетная грамота газеты "Башкортостан" в связи с объявлением лауреатом 2020 года (2020).
- Медаль Кыргызского отделения Союза писателей и историков Центральной Азии "Янги Овоз" "Туран Биримдиги" (2020).
- 3 место в ХV Всероссийском конкурсе средств массовой информации на лучшее освещение вопросов межнациональных и межконфессиональных отношений "СМИротворец" (2023).
- 1 место в конкурсе, проведенном редакцией журнала "Ватандаш" в связи с Годом педагога и наставника в Российской Федерации (2023).
- 1 место в конкурсе, организованном Государственным Собранием-Курултаем Республики Башкортостан на лучший материал по парламентской тематике  за 2023 год (2023).
- 3 место в республиканском конкурсе, организованном и проведенном министерством сельского хозяйства РБ на лучший агропромышленный пост "Агро в комплексе" (2024).
- Победитель 1 Всероссийского конкурса федерального агентства лесного хозяйства "Лес-Пресс" (2024).
- Благодарственное письмо министерства лесного хозяйства Республики Башкортостан (2024).
- 2 место в республиканском конкурсе средств массовой информации Республики Башкортостан на лучшее освещение антитеррористической проблематики (2024).
- Победитель VII Всероссийского конкурса "Журналисты за местное самоуправление" (2024).

## Примечание
1. ↑  [[Файл:Юлдаш_радио.png|ссылка=|70x70пкс]] радиоһы сайты. Ижади төркөм. Рәсүл Сәғитов. Дата обращения: 24 сентября 2019. Архивировано из оригинала 4 марта 2016 года.
2. ↑  Рустэм Хамитов вручил государственные награды Российской Федерации и Республики Башкортостан. Сайт Главы Республики Башкортостан, 2016, 29 декабрь Архивная копия от 17 июля 2021 на Wayback Machine (рус.) (Дата обращения: 29 декабря 2016)
3. ↑  Информационный портал Республики Башкортостан. О присвоении почетного звания «Заслуженный работник печати и массовой информации Республики Башкортостан» работникам студии радиовещания Государственного унитарного предприятия «Телерадиовещательная компания „Башкортостан“». Указ Президента РБ от 01.10.2004 N УП-484. Архивная копия от 24 сентября 2019 на Wayback Machine (рус.) (Дата обращения: 29 мая 2018)